# Fontinalis involuta
Fontinalis involuta är en bladmossart som beskrevs av Ferdinand François Gabriel Renauld och Jules Cardot 1891. Fontinalis involuta ingår i släktet näckmossor, och familjen Fontinalaceae. Inga underarter finns listade i Catalogue of Life.